# Eccritosia zamon
Eccritosia zamon är en tvåvingeart som först beskrevs av Townsend 1895.  Eccritosia zamon ingår i släktet Eccritosia och familjen rovflugor. Inga underarter finns listade i Catalogue of Life.